# Het Bourne Bedrog
Het Bourne Bedrog (oorspronkelijke Engelse titel: The Bourne Identity) is een boek uit 1980 van de schrijver Robert Ludlum. Na dit eerste deel schreef hij nog twee delen, The Bourne Supremacy en The Bourne Ultimatum. Eric Van Lustbader schreef na deze trilogie nog het boek The Bourne Legacy (Het Bourne Testament).
Het Bourne Bedrog  is wereldwijd een zeer populair boek. Het werd in totaal twee keer verfilmd, één keer in 1988 en een keer in 2002. Die laatste verfilming, met Matt Damon als Jason Bourne, is het meest populair, maar wordt door veel lezers van het boek tegelijkertijd ook verworpen omdat die ernstig afbreuk zou doen aan het originele verhaal. De populaire stripserie XIII van de tekenaar William Vance is deels gestoeld op dit boek.

## Verhaal
Jason Bourne wordt door een visser gevonden met een totaal opengereten lichaam. Hij wordt door de visser bij een dokter gebracht die vaker dronken is dan nuchter. Deze weet Bourne in enkele maanden weer helemaal op te lappen. Er is echter één probleem: Jason Bourne lijdt aan amnesie, een ernstige vorm van geheugenverlies als gevolg van psychische en mentale stress. Hij is vele dingen vergeten, zelfs zijn eigen naam. Slechts enkele dingen is hij niet vergeten, voornamelijk dagelijkse handelingen. De enige link met zijn verleden is een microchip die in zijn heup is ingebracht met daarop een nummer van een bankrekening in Zürich.
Langzaam komen fragmenten als flitsen terug in zijn hoofd en ontdekt hij wie hij is. Eerst gelooft hij een huurmoordenaar te zijn, maar in werkelijkheid blijkt Jason Bourne nooit bestaan te hebben zoals de wereld hem kent. Bourne is door een orgaan van de Amerikaanse inlichtingendienst gecreëerd om 's werelds meest beruchte huurmoordenaar Carlos de Jakhals uit zijn schuilplaats te lokken en te arresteren. Dit orgaan heet Treadstone 71, en is voor vrijwel iedereen onbekend.
Voordat Bourne in dit Treadstone 71- project de naam Jason Bourne aannam heette hij David Webb, en was hij onderdeel van Medusa in de Vietnamoorlog. Medusa was een doodseskader gevormd door de Verenigde Staten bestaande uit de zwaarste criminelen. Door het boek heen wordt hem steeds meer duidelijk over zijn verleden.